# ژان دو لا شاپل
ژان دو لا شاپِل (فرانسوی: Jean de La Chapelle‎; ۲۴ اکتبر ۱۶۵۱ – ۲۹ مهٔ ۱۷۲۳) یک دیپلمات، نمایش‌نامه‌نویس، و رمان‌نویس اهل فرانسه بود.
ژان از خانواده نجیب‌زاده بورژ بود. وی به دلیل استعداد ادبی که داشت از طرف لوئی چهاردهم مسئول انجام ماموریت‌های دیپلماتیک در سوئیس برای مذاکره تفاهم با حکومت نوفشاتل فرستاده شد.
با بهره‌گیری از ثروتی که در اختیار داشت توانست نمایشنامه‌هایی با الهام از تاریخ باستان مانند: زَئید، تلفونت، کلئوپاتر و آژاکس.
وی همچنین رمان‌های عشاق کاتولوس در سال ۱۶۸۰، ماری دانجو در سال ۱۶۸۲ و عشاق تیبولوس در سال ۱۷۰۰ را نوشت.
لا شاپل در سال ۱۶۸۸
جانشین آنتوان فورتیر در جایگاه سی‌ویکم فرهنگستان فرانسه شد که از زمان اخراج فورتیر در سال ۱۶۶۲ خالی مانده بود.

## واژه‌نامه
1. ↑  Neufchâtel
2. ↑  Zaïde
3. ↑  Téléphonte
4. ↑  Cléopâtre
5. ↑  Ajax
6. ↑  Les Amours de Catulle
7. ↑  Marie d'Anjou, reine de Majorque
8. ↑  Les Amours de Tibulle
9. ↑  Antoine Furetière